# Monascostroma
Monascostroma is een geslacht van schimmels behorend tot de familie Phaeosphaeriaceae. De typesoort is Monascostroma innumerosum.

## Soorten
Volgens Index Fungorum bevat het geslacht zes soorten (peildatum februari 2023):
| Soortnaam                   | Auteur(s)                    | Publicatiejaar |
| --------------------------- | ---------------------------- | -------------- |
| Monascostroma eckfeldtii    | (Ellis) M.E. Barr            | 1993           |
| Monascostroma epilobii      | Bat., Maia & Peres           | 1960           |
| Monascostroma euryascum     | (Ellis & Galloway) M.E. Barr | 1972           |
| Monascostroma fynbosianum   | Marinc., M.J. Wingf. & Crous | 2008           |
| Monascostroma pruni         | M.E. Barr                    | 1972           |
| Monascostroma sphagnophilum | Döbbeler & Poelt             | 1978           |